# دون بوسکو (فیلم ۱۹۳۵)
«دون بوسکو» (انگلیسی: Don Bosco (1935 film)) فیلمی در ژانر درام به کارگردانی گوفردو آلساندرینی است که در سال ۱۹۳۵ منتشر شد. از بازیگران آن می‌توان به جانپائولو روسمینو اشاره کرد.